# Стефані МакМен
Стефані МакМен-Леве́к (англ. Stephanie Marie McMahon-Levesque, нар. 24 вересня 1976), більш відома під своїм дівочим ім'ям Стефані МакМен, — виконавчий віцепрезидент WWE. У минулому виступала як реслер. Стефані — дочка голови правління WWE Вінса Макмена і Лінди МакМен, молодша сестра Шейна Макмена і дружина реслера Пола «Triple H» Левека.
МакМен стала регулярно з'являтися у WWE, починаючи з 1999 року як частина сюжетної лінії з Андертейкером. Після нетривалих сюжетних відносин з Тестом, вона почала зустрічатися з Тріпл Ейчем, і вони зіграли сюжетне весілля, а пізніше і справжнє. Під час виступу у WWE вона завоювала чемпіонський титул WWE серед жінок. У 2001 році вона стала власником Extreme Championship Wrestling, а у 2002 році генеральним менеджером SmackDown. У 2008 році деякий час працювала генеральним менеджером бренду Raw.

## Біографія
Народилася Стефані МакМен в Гартфорді, штат Коннектикут. У 13 років вона вперше з'явилася у WWE (World Wrestling Federation, WWF) в одному з рекламних каталогів — вона представляла серію футболок і капелюхів. Пізніше Стефані вступила до Бостонського університету, який успішно закінчила в 1998 році, здобувши ступінь з комунікацій. Продовжила кар'єру аккаунт-менеджера в нью-йоркському офісі компанії. У перші роки своєї роботи в офісі вона була секретарем на ресепшн, креативним дизайнером, телевізійним продюсером. До 2006 року стала старшим віцепрезидентом, відповідальним за сценарії.
На початку 1999 року за пропозицією букера WWF Вінса Руссо Стефані МакМен дебютувала як мила і невинна дочка Вінса Макмена під час основної сюжетної лінії між Вінсом і Андертейкера. Андертейкер зловив Стефані, зв'язав її і разом зі своїми напарниками Роном Сіммонсом і Джоном Бредшоу відвезли її на ринг. Андертейкер хотів насильно обвінчатися зі Стефані, але в підсумку вона була врятована Стівом Остіном. На цьому фьюд Стефані з Андертейкером був закінчений.

## Особисте життя
Зустрічатися МакМахон і Пол Левек почали 2000-го, ще під час свого сценарного роману; згодом між ними розгорілася справжня пристрасть. У 2003 році, в день Святого Валентина, вони побралися. 24 липня 2006 року у пари народилася перша дитина — дочка Аврора Роза Левек. 28 липня 2008 року на світ з'явилася її сестра, Мерфі Клер Левек. 24 серпня 2010 року у них народилася третя дочка, назвали її Вон Евелін.